# جيفيري شلاب
جيف شلاب (بالألمانية: Jeffrey Schlupp) مواليد 23 ديسمبر 1992 في هامبورغ، هو لاعب كرة قدم غاني يلعب مع ليستر سيتي كلاعب وسط.

## مرحلة الشباب

### أندية لعب لها
- ليستر سيتي

## المسيرة الاحترافية

### أندية لعب لها
- ليستر سيتي

## روابط خارجية
- جيفيري شلاب على موقع الاتحاد الأوربي (الإنجليزية)
- جيفيري شلاب على موقع قاعدة بيانات كرة القدم.إي يو (الإنجليزية)
- جيفيري شلاب على موقع ناشيونال فوتبول تيمز (الإنجليزية)
- جيفيري شلاب على موقع Soccerbase.com (لاعب) (الإنجليزية)
- جيفيري شلاب على موقع Soccerway.com (الإنجليزية)
- جيفيري شلاب على موقع عالم كرة القدم.نت (الإنجليزية)
- جيفيري شلاب على موقع AS.com (الإسبانية)